# Дневное зрение
Дневно́е зре́ние — механизм восприятия света зрительной системой человека, действующий в условиях относительно высокой освещённости. Осуществляется с помощью колбочек при яркости фона, превышающей 10 кд/м2, что соответствует дневным условиям освещения. Палочки в этих условиях не функционируют. Синонимы: фотопическое (от др.-греч. φῶς — свет и ὤψ — взгляд, вид) и колбочковое зрение.

Спектральные зависимости относительной чувствительности человеческого глаза для дневного (красная линия) и ночного (синяя линия) зрения.

Спектральная зависимость относительной светочувствительности человеческого глаза для дневного зрения приведена на рисунке. Её максимум по сравнению с кривой чувствительности глаза при ночном зрении сдвинут в длинноволновую сторону и располагается на длине волны 555 нм. Впрочем, у конкретных людей значения относительной спектральной световой эффективности, как и положения максимума, могут отличаться, особенно заметны такие отклонения у страдающих дальтонизмом. Так, у больных протанопией максимум сдвинут в коротковолновую часть спектра, а у страдающих дейтеранопией — в длинноволновую. У пожилых людей с нормальным цветовым зрением хрусталик с возрастом может несколько пожелтеть и слегка помутнеть, что также сдвигает максимум в длинноволновую часть спектра.
Отличительными особенностями дневного зрения по сравнению с ночным являются:
- Низкая светочувствительность. Её величина примерно в сто раз ниже, чем при ночном зрении. Обусловлена меньшей светочувствительностью колбочек по сравнению с палочками.
- Высокая разрешающая способность (острота зрения). Достигается за счет того, что плотность расположения колбочек на сетчатке глаза существенно выше, чем плотность расположения палочек.
- Способность воспринимать цвета. Осуществляется вследствие того, что на сетчатке имеются колбочки трех типов, при этом колбочки каждого из типов воспринимают свет только из одной свойственной для данного типа части спектра.

Бо́льшую часть визуальной информации человек получает, используя дневное зрение.